# Staříč

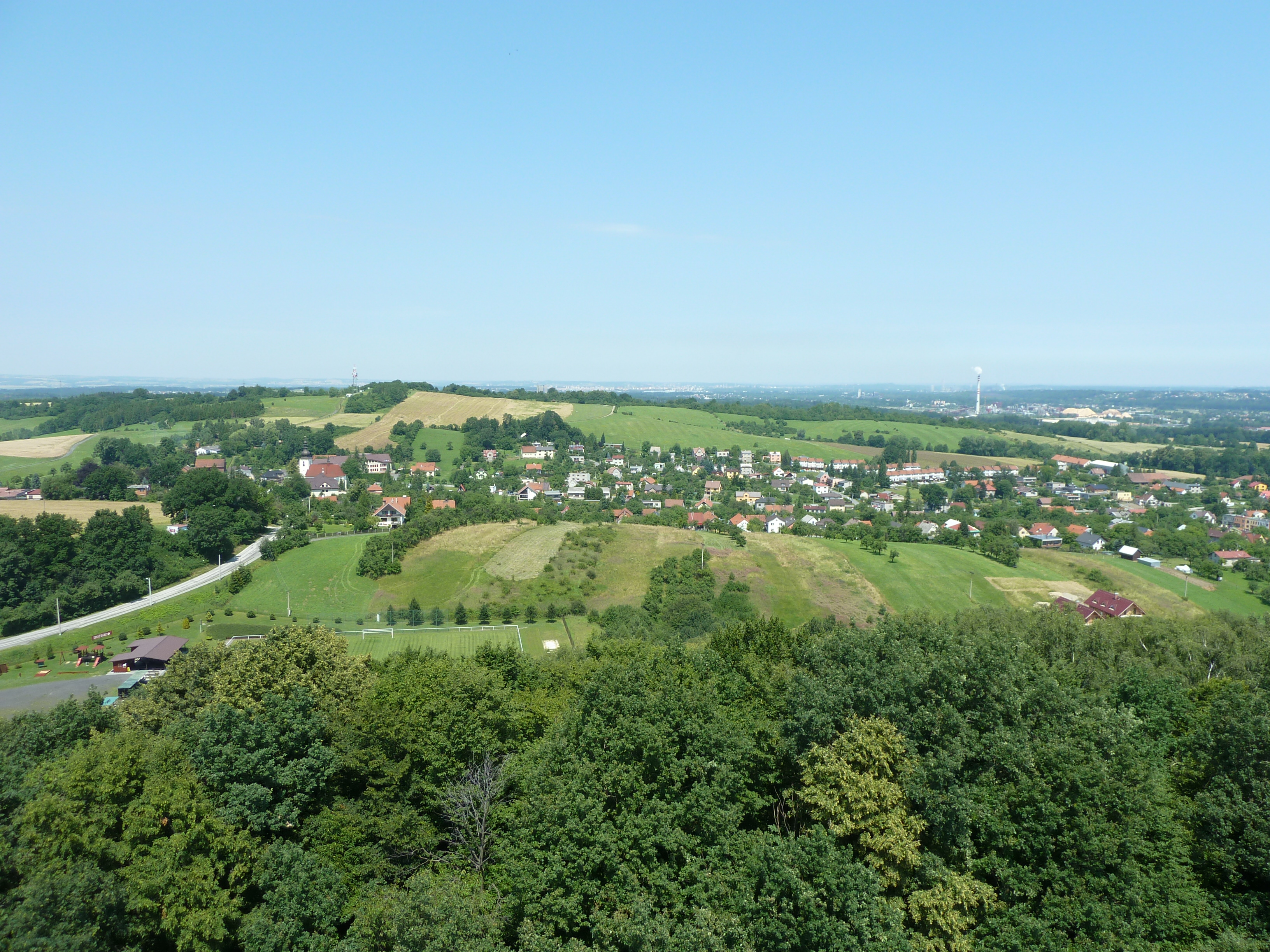
Staříč (2011)

Staříč (deutsch Staritsch, früher auch Starzitz, Staritz) ist eine Gemeinde in Tschechien. Sie liegt fünf Kilometer westlich des Stadtzentrums von Frýdek-Místek und gehört zum Okres Frýdek-Místek.

## Geographie
Staříč ist ein langgezogenes Waldhufendorf im Beskidenvorland, das sich auf vier Kilometern Länge zwischen den Tälern der Ondřejnice und Olešná entlang des Ptáčnický potok und Staříčský potok über den Höhenzug der Strážnice in Ost-West-Richtung erstreckt. Im Norden erhebt sich die Kamenná (385 m), südlich die Strážnice (392 m) und Okrouhlá (373 m). Östlich verläuft die Schnellstraße R 56 von Ostrava nach Frýdek-Místek, an der Staříč eine Abfahrt hat.
Nachbarorte sind Krmelín, Oprechtice, Malá Ves und Žabeň im Norden, Lískovec im Nordosten, Sviadnov im Osten, Místek im Südosten, Lysůvky, Zelinkovice, Chlebovice und Krnalovice im Süden, Fryčovice im Südwesten, Ptáčník und Borošín im Westen sowie Brušperk im Nordwesten.

## Geschichte
Staříč wurde wahrscheinlich im Zuge der ersten Kolonisation des Beskidenvorlandes gegründet. Die erste schriftliche Erwähnung des Dorfes stammt aus dem Jahre 1258. Das Schriftstück wurde 1906 durch einen Bauern auf seinem Acker zusammen mit Resten von Asche und Knochen ausgegraben.
Seit 1582 ist in Staritz eine Schule nachweisbar, die Kirche entstand gleichfalls im 16. Jahrhundert. Zum Ende des 18. Jahrhunderts wurde das Pfarrhaus erbaut. Ab 1838 wurde zwischen Alt und Neu Starzitsch unterschieden. 1850 entstand die politische Gemeinde Starzitsch / Staříč im Bezirk Mistek, die aus den Ortsteilen Nová und Stará Staříč bestand. Zwischen 1901 und 1902 führte der französische Bergingenieur Chanove Erkundungsbohrungen nach Steinkohle durch. In der zweiten Hälfte des 20. Jahrhunderts wurden in der Umgebung des Dorfes mehrere Kohlenschächte der Zechen Staříč und Staříč II abgeteuft.
Seit 1961 gehört das Dorf zum Okres Frýdek-Místek. Zwischen 1980 und 1990 war Staříč unter der Bezeichnung Frýdek-Místek 9-Staříč nach Frýdek-Místek eingemeindet.

## Gemeindegliederung
Für die Gemeinde Staříč sind keine Ortsteile ausgewiesen. Staříč besteht aus den Ortslagen Nová Staříč (Neu Staritsch), Paskovská, Stará Staříč (Alt Staritsch) und Vodična.

## Sehenswürdigkeiten
- Filialkirche der Findung des hl. Kreuzes, das aus dem 16. Jahrhundert stammende Bauwerk erhielt 1757 einen barocken Turmanbau mit Zwiebeldach.
- Hügel Okrouhlá, mit Aussichtsturm
- Naturdenkmal Kamenná

## Söhne und Töchter der Gemeinde
- Milan Báchorek (* 1939), Komponist